# Febida
Febida (in greco antico: Φοιβίδας?, Phoibìdas, in latino Phoebĭdas; Sparta, V secolo a.C. – Beozia, 378 a.C.) è stato un militare spartano.

## Biografia

### Insediamento
Nel 382 a.C., quando Sparta decise di mandare una spedizione contro Olinto, Febida fu nominato comandante delle truppe destinate a rinforzare il contingente di suo fratello Eudamida, che era già in viaggio verso la città; mentre era in viaggio, si fermò a Tebe e, coll'aiuto del polemarco Leonziade e dei suoi sostenitori, riuscì coll'inganno a prendere la Cadmea.
Secondo Diodoro Siculo, Febida agì in base a degli ordini segreti del governo spartano, mentre Senofonte riferisce semplicemente che, essendo un uomo più coraggioso che prudente, e amando un'azione istantanea più della sua stessa vita, si lasciò convincere dalle lusinghe di Leonziade.
Agesilao, comunque, difese il suo operato, affermando che aveva agito per il bene di Sparta, e gli Spartani decisero di avvantaggiarsene; ma, dovendo salvare la reputazione di Sparta in Grecia, Agesilao lo fece multare di centomila dracme e mandò Lisanorida a sostituirlo come armosta.

### Colpo di Stato e morte
Quando Agesilao si ritirò dalla Beozia, nel 378 a.C., Febida fu lasciato come armosta a Tespie, continuò comunque a disturbare i Tebani con continue incursioni nei loro territori.
Secondo il resoconto di Senofonte i Tebani, per rappresaglia, invasero il territorio di Tespie col loro intero esercito, ma Febida riuscì a fermare efficacemente le loro devastazioni coi suoi opliti leggeri, costringendoli a ritirarsi; i Tebani, però, trovarono un bosco sulla loro strada e, preso coraggio, decisero di combattere sul posto: la loro carica di cavalleria mise in fuga gli Spartani, mentre Febida ed altri due o tre mantennero la loro posizione e si difesero valorosamente, morendo nello scontro.
Secondo il resoconto di Diodoro, invece, Febida fu ucciso in una sortita davanti a Tespie, durante un attacco dei Tebani.